# Petrorhagia illyrica
Petrorhagia illyrica är en nejlikväxtart. Petrorhagia illyrica ingår i släktet klippnejlikor, och familjen nejlikväxter.

## Underarter
Arten delas in i följande underarter:
- P. i. angustifolia
- P. i. haynaldiana
- P. i. illyrica
- P. i. taygetea